# もう一度君に
「もう一度君に」（もういちどきみに）は、2005年11月2日に発売されたTourbillonの3枚目のシングルである。
オリコンチャート初登場・最高位15位。

## 概要
- RYUICHI作曲。
  - アルバム『VANILLA』に収録されている「バニラのコート」と構成が似ている（後半の同じ歌詞を延々と繰り返すという手法）。本人曰く「『バニラのコート』で同じことを延々と繰り返すという手法をオリジナリティとして確立できた。」
- RYUICHI自身は初め「この曲はカップリングかアルバムぐらいでいい」と思っていたそうである。その後H.Hayamaに見出された。しかし、収録が決まった後もRYUICHIの中ではそれほどの感触を持っていなかった。その後、レコーディングに入って歌い始めたときに衝撃が走ったという。本人曰く「確かにこれ、凄ぇよな、と。」
- この曲は2005年初頭にイタリアに行っていた時に作られたものである。歌詞はイタリアに一人で行った時の孤独感のようなものや、好きな人とけんか別れしてしまい、そのあと2度と会えなくなってしまったときに感じるような自虐的な生存感を表しているという。
- RYUICHI自身は「北野武が言った『なんでもないラブストーリーを映画にしたい』というのに共感を持っていて、極々日常を切り取って表現したいと望んでいたが、それができない、逆境のほうが曲が作りやすい」と語っている。
  - また「アーティストにとって幸福を歌うことは難しい」とも発言しており、「それが俺の本分なのか」とも語っている。
- 東宝系劇場アニメ『ブラックジャック ふたりの黒い医者』主題歌。
  - インタビューなどでメンバーは「子供のころから好きな作品で主題歌に抜擢してもらって光栄だ。」と語っている。

## 収録曲
1. もう一度君に
（作詞・作曲：RYUICHI/編曲：Tourbillon）
2. FIORENTINA
（作詞・作曲：RYUICHI/編曲：Tourbillon）
3. もう一度君に - instrumental
4. FIORENTINA - instrumental